# Anton von Dejanicz-Gliszczynski
Anton von Dejanicz Gliszczynski (* 22. Dezember 1820 in Bernau bei Berlin; † 5. November 1905 in Berlin) war ein deutscher Jurist und Politiker der Zentrumspartei.

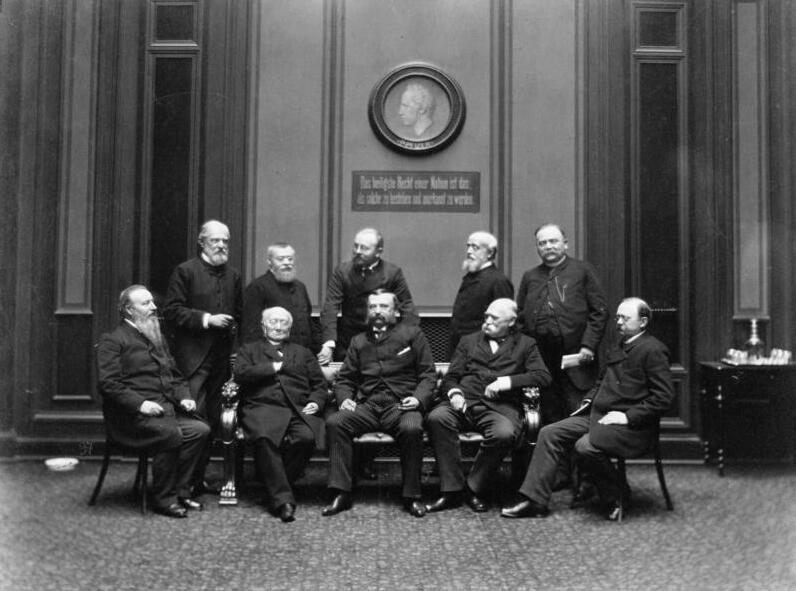
Mitglieder des Reichstages (1. Reihe-sitzend v. l. n. r.: Paul Letocha, Ludwig Windthorst, Johann Anton von Chamaré, Anton von Dejanicz-Gliszczynski, Albert Horn 2. Reihe-stehend v. l. n. r.: Friedrich von Praschma, Philipp Schmieder, Felix Porsch, Clemens Heereman von Zuydwyck, Julius Szmula)

## Leben
Anton von Dejanicz Glisczynski besuchte das Gymnasium in Breslau. Anschließend studierte er in Breslau und Berlin Rechtswissenschaften. Im Jahr 1841 trat er in den preußischen Justizdienst ein. Im Jahr 1848 wurde er Oberlandesgerichtsassessor und wurde 1850 zum Kreisrichter von Freystadt in Schlesien ernannt. Kurze Zeit später wurde er an das Kreisgericht in Görlitz versetzt. Im Jahr 1863 wurde Dejanicz Gliszczynski zum Appellationsgerichtsrat in Ratibor berufen. 1872 wurde er zum Obertribunalrat befördert. Nach Auflösung des Obertribunals 1879 wechselte er zum Kammergericht. Er war außerdem Mitglied des Disziplinarhofes für nichtrichterliche Beamte.
Anton von Dejanicz Gliszczynski war Mitglied der Zentrumspartei. Zwischen 1882 und 1898 gehörte er dem Preußischen Abgeordnetenhaus an, in dem er den Wahlkreis Regierungsbezirk Oppeln 4 (Tost - Gleiwitz) vertrat. Dem Reichstag gehörte er von 1886 bis 1893 an.